# Liste der Biografien/Schmidt, P
Liste der Biografien |
Portal Biografien |
P Personensuche
# |
A |
B |
C |
D |
E |
F |
G |
H |
I |
J |
K |
L |
M |
N |
O |
P |
Q |
R |
S |
T |
U |
V |
W |
X |
Y |
Z |
?
 
Sa |
Sb |
Sc |
Sd |
Se |
Sf |
Sg |
Sh |
Si |
Sj |
Sk |
Sl |
Sm |
Sn |
So |
Sp |
Sq |
Sr |
Ss |
St |
Su |
Sv |
Sw |
Sy |
Sz
 
Sca–Sce |
Sch |
Sci–Scz
 
Scha |
Schc |
Schd |
Sche |
Schg |
Schi |
Schj |
Schk |
Schl |
Schm |
Schn |
Scho |
Schp |
Schr |
Schs |
Scht |
Schu |
Schv |
Schw |
Schy
 
Schma |
Schme |
Schmi |
Schmo |
Schmu |
Schmy
 
Schmic |
Schmid |
Schmie |
Schmig |
Schmik |
Schmil |
Schmin |
Schmir |
Schmis |
Schmit
 
Schmida |
Schmidb |
Schmide |
Schmidf |
Schmidg |
Schmidh |
Schmidi |
Schmidj |
Schmidk |
Schmidl |
Schmidm |
Schmidp |
Schmidr |
Schmids |
Schmidt |
Schmid, A |
Schmid, B |
Schmid, C |
Schmid, D |
Schmid, E |
Schmid, F |
Schmid, G |
Schmid, H |
Schmid, I |
Schmid, J |
Schmid, K |
Schmid, L |
Schmid, M |
Schmid, N |
Schmid, O |
Schmid, P |
Schmid, R |
Schmid, S |
Schmid, T |
Schmid, U |
Schmid, V |
Schmid, W |
Schmid, Y
 
Schmidt, A |
Schmidt, B |
Schmidt, C |
Schmidt, D |
Schmidt, E |
Schmidt, F |
Schmidt, G |
Schmidt, H |
Schmidt, I |
Schmidt, J |
Schmidt, K |
Schmidt, L |
Schmidt, M |
Schmidt, N |
Schmidt, O |
Schmidt, P |
Schmidt, R |
Schmidt, S |
Schmidt, T |
Schmidt, U |
Schmidt, V |
Schmidt, W |
Schmidt, Y |
Schmidtb |
Schmidtc |
Schmidte |
Schmidtg |
Schmidth |
Schmidti |
Schmidtk |
Schmidtl |
Schmidtm |
Schmidtn |
Schmidts
Die Liste der Biografien führt alle Personen auf, die in der deutschsprachigen Wikipedia einen Artikel haben. Dieses ist eine Teilliste mit 67 Einträgen von Personen, deren Namen mit den Buchstaben „Schmidt, P“ beginnt.

## Schmidt, P

### Schmidt, Pa
- Schmidt, Paddy (* 1963), deutscher Sänger und Songwriter
- Schmidt, Pascal (* 1992), deutscher Fußballspieler
- Schmidt, Pascal (* 1993), deutscher Fußballspieler
- Schmidt, Patrick (1907–1974), deutscher Beamter, Präsident des Statistischen Bundesamtes
- Schmidt, Patrick (* 1988), deutscher Fußballspieler
- Schmidt, Patrick (* 1992), deutscher Handballspieler
- Schmidt, Patrick (* 1993), deutscher Fußballspieler
- Schmidt, Patrick (* 1998), österreichischer Fußballspieler
- Schmidt, Paul († 1798), deutscher Orgelbauer
- Schmidt, Paul (1856–1921), deutscher Mediziner und Sanitätsoffizier der Kaiserlichen Marine im Rang eines Admirals
- Schmidt, Paul (1856–1928), deutscher Unternehmer und Politiker (NLP), MdR
- Schmidt, Paul (1868–1948), deutscher Erfinder und Unternehmer (DAIMON)Paul Schmidt (1868–1948)

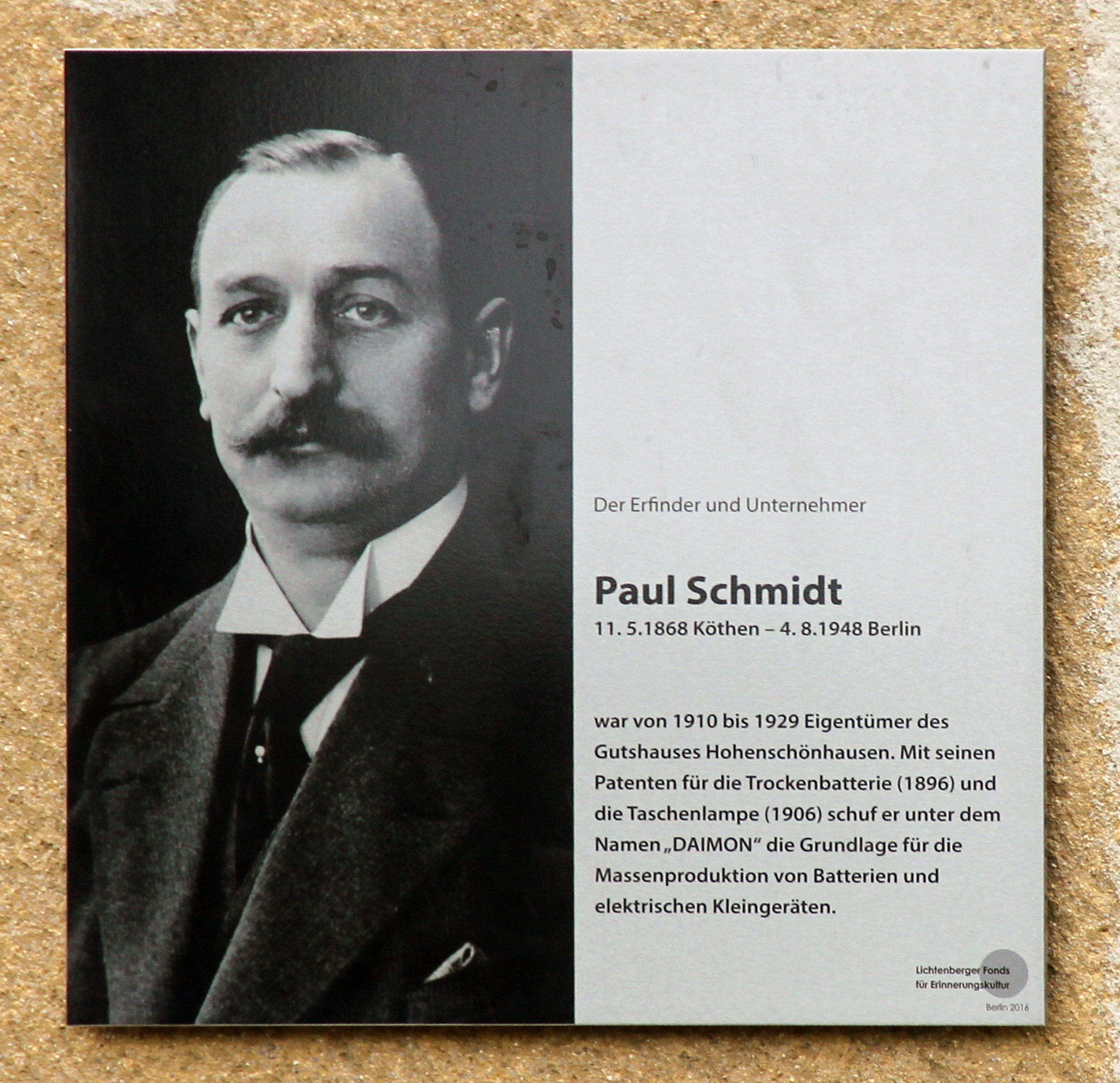
Paul Schmidt (1868–1948)

- Schmidt, Paul (1872–1950), deutscher Hygieniker
- Schmidt, Paul (1886–1967), deutscher Richter und Ministerialbeamter
- Schmidt, Paul (1888–1970), deutscher baptistischer Geistlicher und Politiker (CSVD), MdR
- Schmidt, Paul (1898–1976), deutscher Erfinder
- Schmidt, Paul (1899–1970), deutscher Dolmetscher, Chefdolmetscher im Auswärtigen Amt
- Schmidt, Paul (1901–1977), deutscher Politiker (NSDAP), MdR
- Schmidt, Paul (* 1931), deutscher Leichtathlet
- Schmidt, Paul (* 1966), deutscher Politiker (AfD), Bundestagsabgeordneter
- Schmidt, Paul Felix (1916–1984), deutsch-baltischer Schachspieler und Chemiker
- Schmidt, Paul Ferdinand (1878–1955), deutscher Kunsthistoriker, Galerist und Kunstkritiker
- Schmidt, Paul Gerhard (1937–2010), deutscher Mittellateinischer Philologe
- Schmidt, Paul Viktor (1847–1909), deutscher evangelisch-lutherischer Pfarrer und Autor
- Schmidt, Paul von (1837–1905), preußischer Generalmajor und Militärschriftsteller
- Schmidt, Paul Wilhelm (1845–1917), deutscher, größtenteils in Basel lehrender Theologe
- Schmidt, Paul Wilhelm (1896–1950), deutscher Dermatologe und Hochschullehrer
- Schmidt, Paul-Georg (1902–1987), deutscher Pulmologe und Hochschullehrer
- Schmidt, Paul-Rüdiger (* 1942), deutscher Pastor
- Schmidt, Pavel (1930–2001), tschechoslowakischer Ruderer
- Schmidt, Pavel (* 1956), slowakisch-schweizerischer Künstler

### Schmidt, Pe
- Schmidt, Peer (1926–2010), deutscher Schauspieler und Synchronsprecher
- Schmidt, Peer (1958–2009), deutscher Historiker
- Schmidt, Peer (* 1969), deutscher Chemiker und Hochschullehrer
- Schmidt, Peter, deutscher Tischtennisspieler
- Schmidt, Peter (* 1937), deutscher Wasserballspieler
- Schmidt, Peter (1937–2025), deutscher Designer
- Schmidt, Peter (* 1938), deutscher Autor und Journalist
- Schmidt, Peter (1939–1999), deutscher Geowissenschaftler und Bibliothekar
- Schmidt, Peter (1940–2018), deutscher Archäologe, spezialisiert auf die Kultur der Maya
- Schmidt, Peter (* 1942), deutscher Sozialwissenschaftler
- Schmidt, Peter (* 1943), deutscher Jurist, ehemaliger Richter am Bundesverwaltungsgericht
- Schmidt, Peter (* 1943), österreichischer Fußballspieler
- Schmidt, Peter (* 1944), deutscher Schriftsteller
- Schmidt, Peter (* 1945), deutscher Politiker (CDU) und MdHB
- Schmidt, Peter (* 1951), deutscher Fußballspieler
- Schmidt, Peter (* 1958), deutscher Fußballspieler
- Schmidt, Peter (* 1964), deutscher Kunsthistoriker
- Schmidt, Peter (* 1966), deutscher Geophysiker und AutorPeter Schmidt (* 1966)

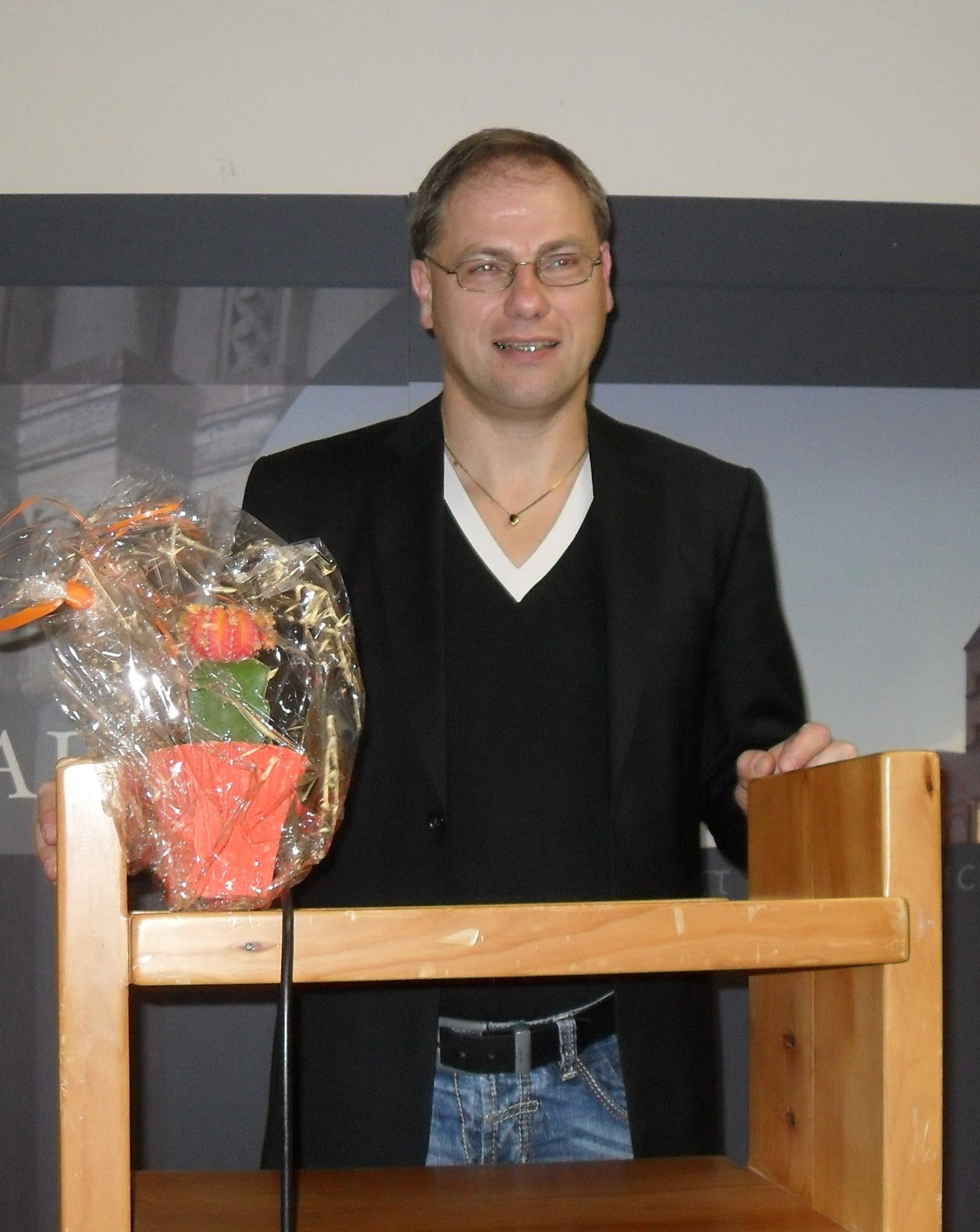
Peter Schmidt (* 1966)

- Schmidt, Peter (* 1970), deutscher Handballspieler
- Schmidt, Peter, deutscher Tonmeister
- Schmidt, Peter Adam (* 1946), deutscher Forstwissenschaftler, Biologe und Botaniker
- Schmidt, Peter Heinrich (1757–1819), kurmainzischer Hofgerichtsrat und nassauischer Politiker
- Schmidt, Peter Heinrich (1870–1954), deutscher Wirtschaftswissenschaftler
- Schmidt, Peter Lebrecht (1933–2019), deutscher Altphilologe
- Schmidt, Peter W. A. (* 1941), deutscher Soziologe, Politologe und Hochschullehrer
- Schmidt, Peter-Martin (* 1959), deutscher Geistlicher, Generalvikar im Bistum Fulda

### Schmidt, Ph
- Schmidt, Philipp (1893–1979), Schweizer Bibliothekar, Autor und Tierschützer
- Schmidt, Philipp (* 1982), deutscher Schriftsteller, Drehbuchautor und Journalist
- Schmidt, Philipp Anton (1734–1805), Weihbischof in Speyer
- Schmidt, Philipp Christian (* 1762), pfälzischer Orgelbauer
- Schmidt, Philipp Nicolaus (1750–1823), deutscher Bankier und Politiker
- Schmidt, Philipp Peter (1829–1878), bayerischer Abgeordneter, Kaufmann und Revolutionär 1848/1849

### Schmidt, Pi
- Schmidt, Pierre (1738–1783), deutscher römisch-katholischer Geistlicher, Prämonstratenserabt in Wadgassen
- Schmidt, Piet O. (* 1970), deutscher Physiker und Hochschullehrer
- Schmidt, Piotr (* 1985), polnischer Jazzmusiker (Trompete, Komposition)

### Schmidt, Pj
- Schmidt, Pjotr Petrowitsch (1867–1906), russischer Marineoffizier und RevolutionärPjotr Petrowitsch Schmidt (1867–1906)

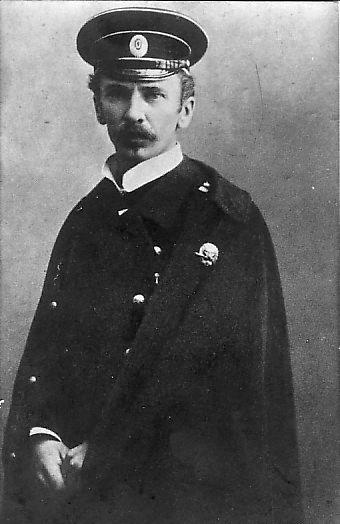
Pjotr Petrowitsch Schmidt (1867–1906)